# Ист Порт Орчард (Вашингтон)
Ист Порт Орчард (енгл. East Port Orchard) насељено је место без административног статуса у америчкој савезној држави Вашингтон.

## Демографија
По попису из 2010. године број становника је 5.919, што је 803 (15,7%) становника више него 2000. године.
| Група             | 2000.         | 2010.         |
| Белци             | 4.263 (83,3%) | 4.551 (76,9%) |
| Афроамериканци    | 89 (1,7%)     | 118 (2,0%)    |
| Азијати           | 220 (4,3%)    | 356 (6,0%)    |
| Хиспаноамериканци | 237 (4,6%)    | 449 (7,6%)    |
| Укупно            | 5.116         | 5.919         |